# Tchaikovsky Pas de Deux
Tchaikovsky Pas de Deux è un balletto coreografato da George Balanchine su musica di Pëtr Il'ič Čajkovskij originariamente destinata all'atto III de Il lago dei cigni.
Con i costumi di Barbara Karinska e le luci di Jack Owen Brown, è stato presentato per la prima volta dal New York City Ballet al New York City Center il 29 marzo 1960. Robert Irving ha diretto l'orchestra del New York City Ballet. I ballerini furono Violette Verdy e Conrad Ludlow.

## Antefatto
Nel 1877, Anna Sobeshchanskaya, prima ballerina del Balletto Bol'šoj, fece il suo debutto nel doppio ruolo di Odette/Odile ne Il lago dei cigni. Dopo tre esibizioni, era così insoddisfatta della coreografia di Julius Reisinger che chiese nuovo materiale per il ruolo di Odile. Con il permesso dei produttori, da Mosca andò a San Pietroburgo a chiedere a Marius Petipa, maestro di balletto dei Teatri Imperiali, di creare un pas de deux per Odile e Siegfried per sostituire il pas de six. Ci riuscì con l'utilizzo di musica scritta da Ludwig Minkus.
In seguito Tchaikovsky si irritò per il fatto che una composizione non sua dovesse essere inserita nel suo spartito, quindi compose un nuovo pas de deux per la ballerina in modo tale da far corrispondere la struttura del pezzo di Minkus, e conseguentemente non cambiando la coreografia di Petipa. Il risultato finale fu un pas de deux classique con una breve entrée, un grand adage, una variazione per il ballerino, un'altra per la ballerina, e infine una coda. Sobeshchanskaya ne era apparentemente soddisfatta.
Per più di 70 anni, questo pas de deux fu dimenticato. Essendo una composizione realizzata un po' di tempo dopo il resto dello spartito, non fu pubblicata, quindi si pensò che fosse del tutto persa.
Fortuitamente scoperta nel 1953 negli archivi del Teatro Bol'šoj tra le parti orchestrali per un altro balletto, giunse all'attenzione di Balanchine, il quale ebbe il permesso di usarla per la sua coreografia.

## Il titolo
Non esiste un sistema universalmente riconosciuto di traslitterazione dei nomi russi dal cirillico al latino. Essendoci così tanti sistemi, si è giunti alla moltiplicazione delle grafie dei nomi. Il cognome Tchaikovsky si può scrivere anche in altri modi come Tchaykowsky, Tchajkowskij, Czajkowski, Chikowsky, Tschaikovski. Il New York City Ballet e il The George Balanchine Trust usano la traslitterazione Tchaikovsky, e in effetti il motivo è più che giusto: quando Tchaikovsky visitò New York nel 1891 pronunciò il suo nome come era scritto.

## Coreografia

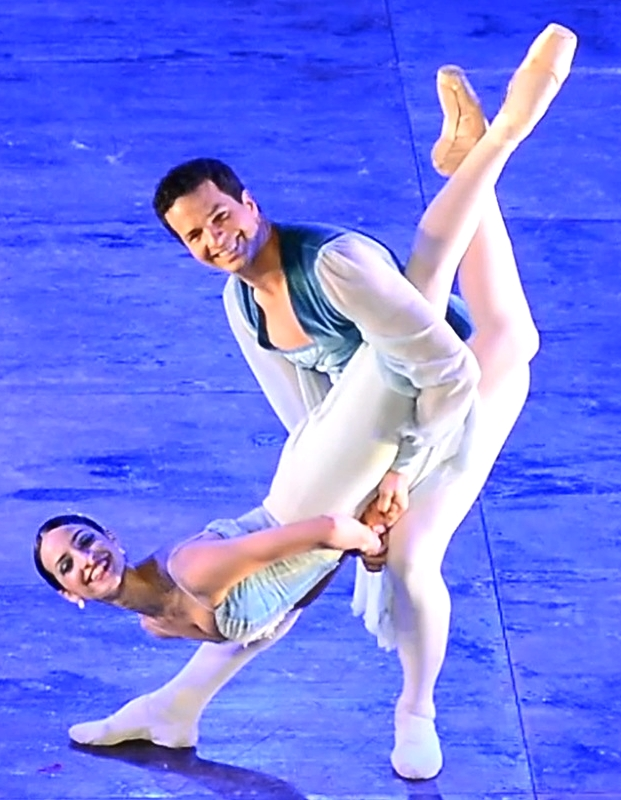
Marize Fumero and Arionel Vargas in Tschaikovsky Pas de Deux

Questo balletto si apre con una speranzosa e lirica entrée mentre i ballerini si vedono sul palco, uniscono le mani e fanno una posa di apertura. Si trasforma così in un romantico grand adage di equilibri, svolte e sollevamenti che creano un climax ardente prima di attenuarsi in una dolce chiusura fatta con una famosa posa: un esagerato tuffo di pesce con la ballerina cullata dal suo ballerino con le mani in mano, le gambe ben incrociate e il viso molto vicino al pavimento.
Nelle esibizioni originali di Verdy e Ludlow, lei girava la testa all'ultimo conteggio della musica per guardare il ballerino con l'aria interrogativa. L'esuberante variazione maschile che segue, che in origine era molto più lunga, varia da ballerino a ballerino, sebbene la sequenza di passi sia più o meno invariabile, cioè un insieme di grandi salti e double tours en l'air.
Comunque la coreografia per la variazione della ballerina è rigorosamente curata con un guizzante attacco e un gioco di gambe lampeggianti che esprimono la scintillante linea melodica. La coda sospesa in aria si sviluppa in modo drammatico con intensi sollevamenti, svolte abbaglianti e salti mozzafiato. Alla fine la ballerina viene portata fuori scena, dall'alto, con una gamba tesa davanti, le braccia e la testa gettate indietro come se fosse in un estatico abbandono.

## Esibizioni notevoli
Balanchine iniziò a coreografare questo balletto con Diana Adams e Jacques d'Amboise, ma un infortunio capitato alla ballerina lo ha indotto a rifare il pezzo con Verdy e Ludlow. Forse è stato un incidente fortunato per la storia del balletto, poiché Verdy non è mai stata sorpassata nella sua brillante e arguta interpretazione di questo ruolo, anche se Patricia McBride, danzando con Edward Villella e Mikhail Baryshnikov, erano ad un passo dal superarla.
Altre straordinarie esibizioni al New York City Ballet sono state eseguite da Nichol Hlinka e Damian Woetzel e da Tiler Peck e Joaquín De Luz.
Con l'American Ballet Theatre, Irina Dvorovenko e Maxim Beloserkovsky hanno mostrato la loro vena ucraina, mentre Gillian Murphy con David Hallberg e Ethan Stieffel invece hanno realizzato un'esibizione derivante dalla scuola americana.
All'Opéra national de Paris, il ruolo femminile fu affidato per diversi anni ad Aurélie Dupont, che ballò spesso con Manuel Legris ed Hervé Moreau. Una delle sue succeditrici, Laëtitia Pujol, forse l'ha superata nel cogliere lo stile Balanchine; nella realizzazione è stata affiancata da Karl Paquette.
In Inghilterra, Darcey Bussell, prima ballerina della Royal Ballet, ha sempre rappresentato esibizioni scintillanti, indipendentemente da chi fosse il suo ballerino, e Daria Klimentová e Vadim Muntagirov hanno ballato allegramente all'English National Ballet. Più recentemente anche Jana Salenko e Steven McRae hanno proposto questo balletto alla Royal Opera House.
In Russia, Svetlana Zacharova, danzando con Igor Zelensky, ha eseguito straordinarie esibizioni con il Balletto Mariinskij. La stessa cosa ha fatto con Roberto Bolle al Teatro alla Scala.